# Akcionar
Akcionar je pojedinac ili institucija (uključujući korporaciju) koja legalno poseduje jednu ili više akcija u javnoj ili privatnoj korporaciji. Akcionari mogu biti nazvani kao članovi preduzeće. Pravno, osoba-pojedinac nije akcionar u korporaciji sve dok njegovo ime i drugi podaci ne budu upisani u registar akcionara. 
Akcionari korporacije su pravno odvojeni od same korporacije. Obično nisu odgovorni za dugove korporacije; a odgovornost akcionara za dugove kompanije se smatra ograničenom za neplaćenu cenu akcija, osim ako akcionar nije ponudio garancije. 

## Opis
Akcionarima se dodeljuju posebne povlastice u zavisnosti od vrste akcija. Upravni odbor korporacije generalno upravlja korporacijom u korist akcionara.
U skladu sa važećim zakonima i propisima korporacije, druga prava akcionara mogu uključivati:
- Pravo prodaje njihovih akcija.
- Pravo na glasanje za izbor direktora koje imenuje odbor direktora.
- Pravo na nominaciju direktora (mada je to u praksi veoma teško zbog zaštite manjinskog dela akcionara) i predlaganje odluke akcionara.
- Pravo na dividende ako su deklarisane.
- Pravo na kupovinu novih akcija koje je izdala kompanija.
- Pravo na izbor sredstava koja ostaju nakon likvidacije.

Neki akcionari se smatraju da predstavljaju podgrupu finansijski zainteresovanih strana, koja može obuhvatiti svakoga ko ima direktan ili indirektan interes u poslovnom subjektu/entitetu. Na primer, zaposleni, dobavljači, kupci, zajednica i dr. obično se smatraju zainteresovanim stranama jer doprinose vrednosti i / ili na koje utiče korporacija.
Akcionari su možda stekli svoje akcije na primarnom tržištu tako što su se pretplatili na IPOs (Inicijalne javne ponude) i na taj način obezbedili kapital kompanijama. Međutim, velika većina akcionara stekla je svoje akcije na sekundarnom tržištu i nije direktno obezbedila nikakav kapital korporaciji.

## Mali akcionari
Mali akcionari su vlasnici akcija (delova kapitala) akcionarskih društava. Njihov pojedinačni udeo u vlasništvu kapitala ovih privrednih subjekata najčešće ne prelazi 1%, pa stoga samostalno gotovo da ne mogu da utiču na vođenje poslovne politike društva.
Zbog ovoga se često dešava da se mali akcionari udružuju u interesne grupe, radi zajedničkog nastupa na skupštinama društava, te lakšeg ostvarivanja svojih interesa.
Treba praviti razliku između malih i manjinskih akcionara. Manjinski akcionari, iako ne poseduju kontrolni paket akcija, mogu imati vlasništvo nad značajnim delom akcija nekog preduzeća, te biti vrlo uticajni u odlučivanju, dok za male akcionare važi napred iznesen procenat vlasništva.
Mali akcionari, poput svih ostalih, imaju pravo na raspodelu dobiti i učešće u odlučivanju na Skupštini akcionara srazmerno svom (malom) udelu, kao i, zavisno od zakonodavstva pod kojim je društvo inkorporirano, na slanje predloga za skupštinu akcionara. Mali akcionari mogu koristiti svoj udeo o vlasništvu radi deoničarskog aktivizma.